# قطرس مموج
قطرس مموج (الاسم العلمي: Phoebastria irrorata)، والمعروف أيضًا باسم قطرس غالاباغوس، هو العضو الوحيد في فصيلة القطرسيات الموجود في المناطق الاستوائية. تقطن هذه الطيور في المقام الأول على السواحل الإكوادورية والبيروفية.

## معرض صور

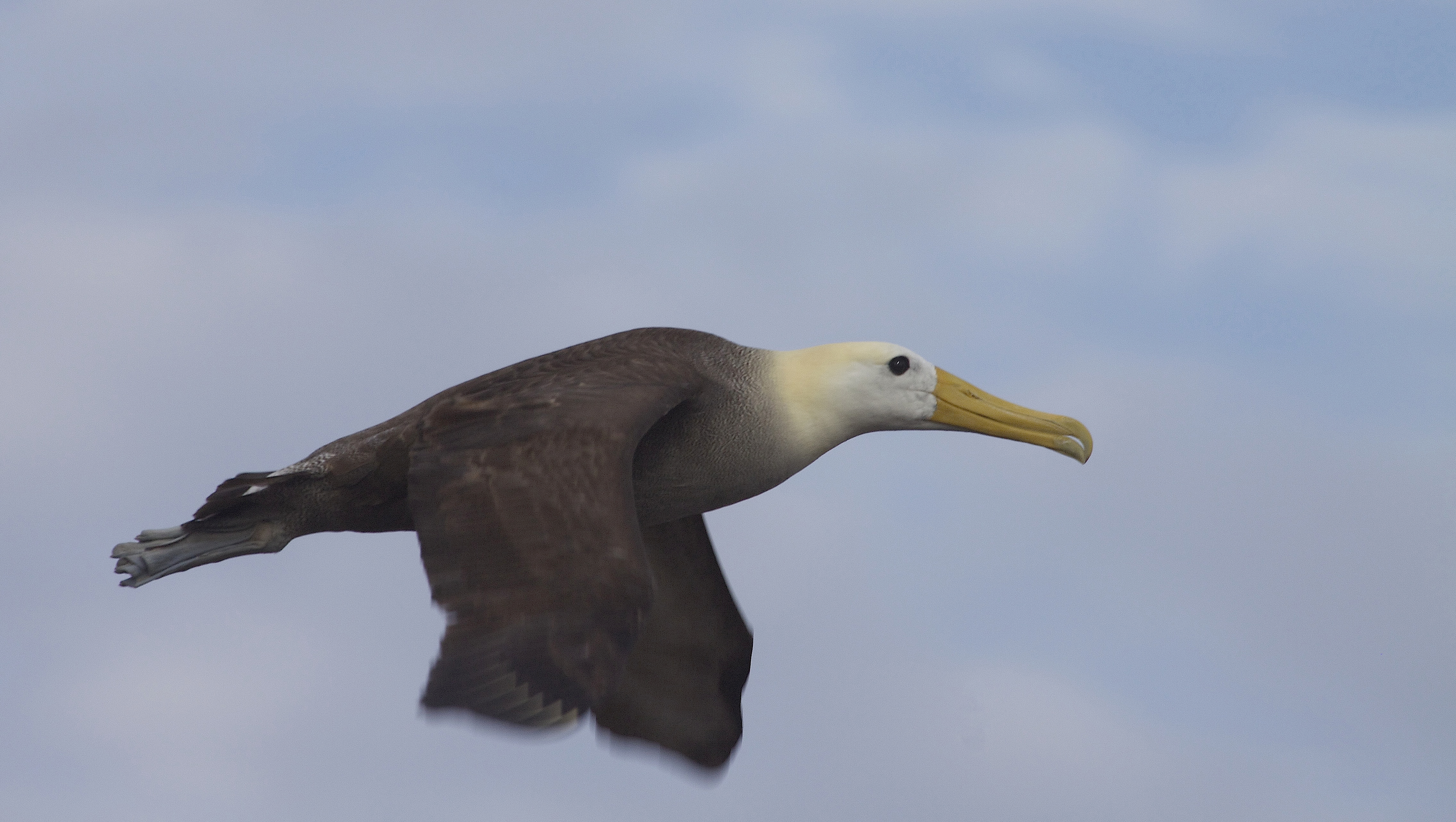
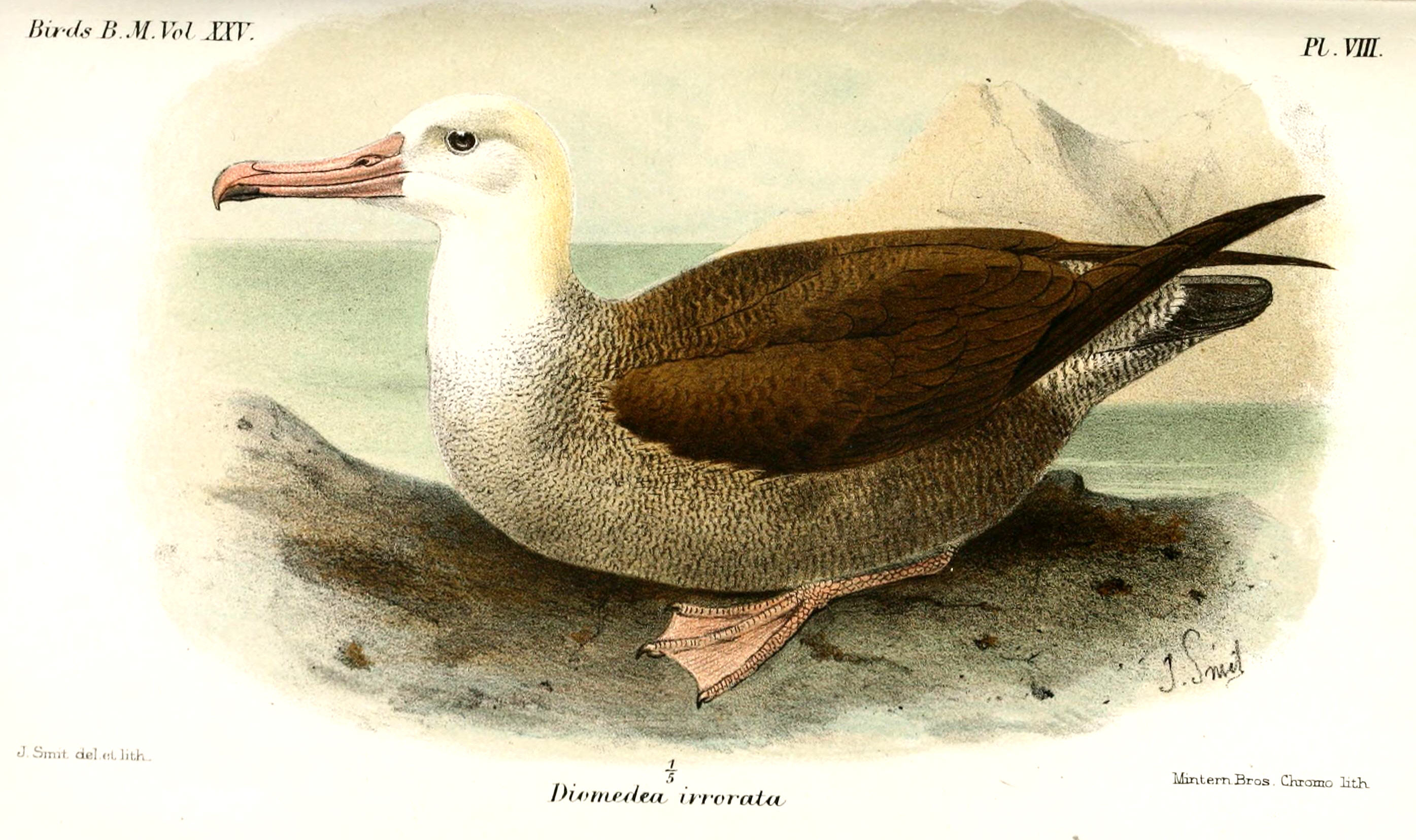
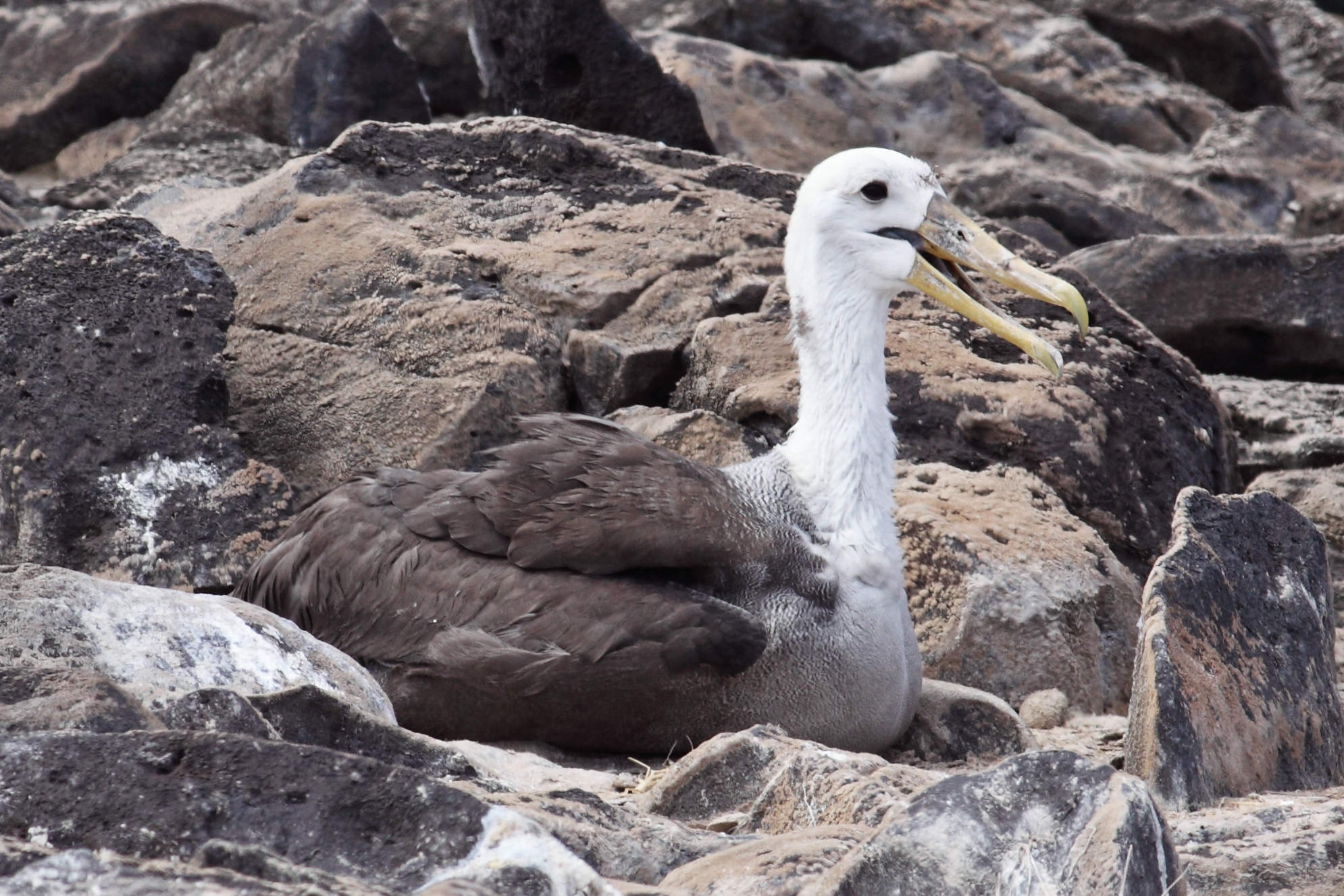
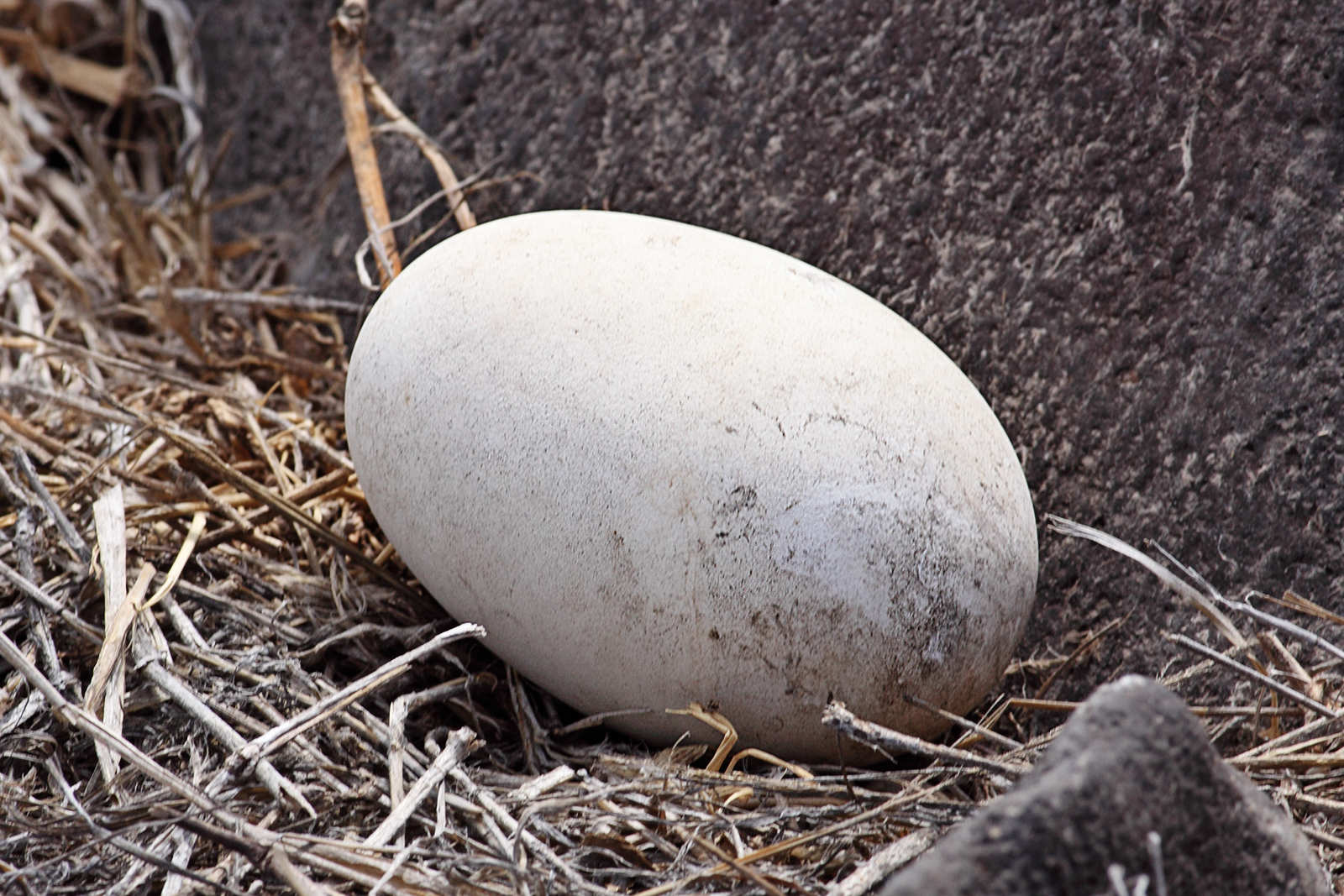